# Linia kolejowa nr 838
Linia kolejowa nr 838 – w większości dwutorowa, zelektryfikowana linia kolejowa znaczenia miejscowego, łącząca rozjazd 70. z rozjazdem 77. na stacji Warszawa Praga.